# Świrydowicze
Świrydowicze (biał. Свірыдавічы; ros. Свиридовичи) − wieś na Białorusi, w obwodzie grodzieńskim, w rejonie smorgońskim, w sielsowiecie Zalesie.

## Historia
W czasach zaborów wieś włościańska w okręgu wiejskim Świdrowicze, w gminie Smorgonie, w powiecie oszmiańskim, w guberni wileńskiej Imperium Rosyjskiego. W 1866 roku liczyła 347 mieszkańców w 32 domach. Należała do dóbr skarbowych Smorgonie, centrum okręgu wiejskiego. W 1905 roku wieś liczyła 336 mieszkańców, 730 dziesięcin, osada młyńska liczyła 5 mieszkańców, własność Brudnego.
W latach 1921–1945 wieś leżała w Polsce, w województwie wileńskim, w powiecie oszmiańskim, w gminie Smorgonie.
W 1931 wieś w 71 domach zamieszkiwały 372 osoby.
Wierni należeli do parafii rzymskokatolickiej i prawosławnej w Smorgoniach. Miejscowość podlegała pod Sąd Grodzki w Smorgoniach i Okręgowy w Wilnie; właściwy urząd pocztowy mieścił się w Smorgoniach.
Po II wojnie światowej w granicach Związku Sowieckiego. Do 1973 roku w sielsowiecie Szutowicze. Od 1991 w niepodległej Białorusi.